# 茨城県工業技術センター
茨城県工業技術センター（いばらきけんこうぎょうぎじゅつセンター）とは、茨城県が設置する公設試験研究機関であり、「工業」「食品」「工芸（結城紬、笠間焼）」等の業界を支援する機関である。

## 概要
主な業務は、「依頼試験（職員が測定を行う試験）」「設備使用（企業への機器貸出）」「受託研究（企業からの研究開発請負）」「技術相談（技術的内容や補助金申請支援）」「人材育成」「重点研究（センターが中心となり行う研究開発）」である。茨城町長岡の施設を本所とし、支所として「繊維工業指導所」「茨城県立笠間陶芸大学校」がある他、「いばらきサロン」に駐在員を置いている。依頼試験や設備使用で使用される機器は、ホームページで公開されている。かっては、ひたちなか市新光町にある「茨城県デザインセンター」にも駐在員を置いていた。

## 構成施設

### 茨城県工業技術センター（本所）
「精密測定」「ロボット」「EMC」「強度測定」「金属試験」「軽金属加工（マグネシウムやチタン）」「化学分析」「メッキ」等の工業分野から「菓子」「清酒」「納豆」等の食品まで幅広い分野を担当する。その他，経理や産学官連携等をまとめる間接部門もあり、本部機能を有している。
所在地
茨城県東茨城郡茨城町長岡3781-1　北緯36度19分03秒 東経140度27分32秒 / 北緯36.317562度 東経140.459004度
設置部門（※各部門の詳細はHPで確認のこと。）
- 企画管理部（庶務経理）
- 産業連携室（連携窓口、デザイン、木工等）
- 技術融合部門（精密測定、ロボット、CAE）
- 技術基盤部門（電気関連、EMC）
- 先端材料部門（強度試験、金属試験・軽金属加工）
- 先端技術部門（化学分析、メッキ）
- 食品バイオ部門（発酵食品）
- 地場食品部門（加工食品）

### 繊維工業指導所
「結城紬」「プラスチック」「繊維強化樹脂」(分析等も含む）を担当する、支所である。
所在地
茨城県結城市鹿窪189 北緯36度16分42秒 東経139度53分04秒 / 北緯36.278285度 東経139.884464度
設置部門（※各部門の詳細はHPで確認のこと。）
- 素材開発部門（プラスチック）
- 紬技術部門（繊維）

### 茨城県立笠間陶芸大学校
笠間焼など陶芸界の人材育成を目的とした、2年制の陶芸学科と卒業生等が学ぶ研究科からなる専門学校で、センターの支所。委託試験等も行う。2016年(平成28年)4月に、前身の窯業指導所からの組織改編で発足した。
所在地
茨城県笠間市笠間2346-36 北緯36度22分17秒 東経140度15分40秒 / 北緯36.371377度 東経140.260973度
設置部門（※各部門の詳細はHPで確認のこと。）
- 工芸・材料技術部門（窯業材料）
- 人材育成部門（陶芸技術）

### いばらきサロン
つくば地区研究機関・大学等と民間企業との橋渡しを行う、駐在所である。
所在地
茨城県つくば市千現2-1-6 （株）つくば研究支援センター内 北緯36度03分51秒 東経140度07分33秒 / 北緯36.064044度 東経140.125926度